# Tyranneau des palétuviers
Sublegatus arenarum
Espèce
Statut de conservation UICN

 LC  : Préoccupation mineure
Le Tyranneau des palétuviers (Sublegatus arenarum), aussi appelé Moucherolle des palétuviers, est une espèce de passereaux de la famille des Tyrannidae,.

## Systématique et distribution
Cet oiseau est représenté par six sous-espèces selon la classification de référence du Congrès ornithologique international (version 9.1, 2019) :
- Sublegatus arenarum arenarum (Salvin, 1863) : Costa Rica et ouest du Panama ;
- Sublegatus arenarum atrirostris (Lawrence, 1871) : archipel des Perles (au sud du Panama) et nord de la Colombie ;
- Sublegatus arenarum glaber Sclater, PL & Salvin, 1868 : côtes du nord du Venezuela et du nord des Guyanes, Trinidad et îles vénézuéliennes de Margarita et de Patos ;
- Sublegatus arenarum tortugensis Phelps & Phelps Jr, 1946 : Île de la Tortue (au nord du Venezuela) ;
- Sublegatus arenarum pallens Zimmer, JT, 1941 : Curaçao ;
- Sublegatus arenarum orinocensis Zimmer, JT, 1941 : extrême est de la Colombie, vallée de l'Orénoque au sud du Venezuela et régions limitrophes du Brésil[1],[2],[4].